# Nepomuk (stacja kolejowa)
Nepomuk – stacja kolejowa w miejscowości Nepomuk, w kraju pilzneńskim, w Czechach. Znajduje się na linii 190 Pilzno - Czeskie Budziejowice, na wysokości 435 m n.p.m..  

## Linie kolejowe
- 190: Pilzno – Czeskie Budziejowice
- 191: Nepomuk – Blatná